# Rarities Volume I & Volume II
Rarities Volume I & Volume II es un doble álbum recopilatorio del grupo británico The Who, publicado por la compañía discográfica Polydor Records en agosto de 1983.
La primera publicación de la serie fue un LP titulado Join Together y publicado de forma limitada en Australia y Nueva Zelanda a finales de la década de 1970. Join Together incluyó la misma lista de canciones que el posteriormente publicado Rarities Volume II, con la excepción de una versión reducida de I Don't Even Know Myself. 
A comienzos de la década de 1980, tras el anuncio de la gira de despedida del grupo, Polydor Records expandió el concepto original de recopilar rarezas del grupo mediante la publicación de dos discos con temas poco conocidos del grupo, dividios en Volume I y Volume II. Ambos discos fueron originalmente publicados como discos de vinilo por separado, y posteriormente reeditados como un único disco compacto.

## Lista de canciones
Todas las canciones escritas y compuestas por Pete Townshend excepto donde se anota. 
| Rarities Volume I: Cara A |                                                                |          |  |
| N.º                       | Título                                                         | Duración |  |
| 1.                        | «Circles»                                                      |          |  |
| 2.                        | «Disguises»                                                    |          |  |
| 3.                        | «Batman!» (Neal Hefti)                                         |          |  |
| 4.                        | «Bucket T» (Dean Torrence, Roger Christian, Donald J. Altfeld) |          |  |
| 5.                        | «Barbara Ann» (Fred Fassert)                                   |          |  |
| 6.                        | «In the City» (John Entwistle, Keith Moon)                     |          |  |
| 7.                        | «I've Been Away» (John Entwistle)                              |          |  |
| 8.                        | «Doctor, Doctor» (John Entwistle)                              |          |  |

| Rarities Volume I: Cara B |                                               |          |  |
| N.º                       | Título                                        | Duración |  |
| 9.                        | «The Last Time» (Mick Jagger/Keith Richards)  |          |  |
| 10.                       | «Under My Thumb» (Mick Jagger/Keith Richards) |          |  |
| 11.                       | «Someone's Coming» (John Entwistle)           |          |  |
| 12.                       | «Mary Anne with the Shaky Hand»               |          |  |
| 13.                       | «Dogs»                                        |          |  |
| 14.                       | «Call Me Lightning»                           |          |  |
| 15.                       | «Dr. Jekyll and Mr. Hyde» (John Entwistle)    |          |  |

| Rarities Volume II: Cara A |                                            |          |  |
| N.º                        | Título                                     | Duración |  |
| 1.                         | «Join Together»                            | 4:17     |  |
| 2.                         | «I Don't Even Know Myself»                 | 4:30     |  |
| 3.                         | «Heaven and Hell» (John Entwistle)         | 3:35     |  |
| 4.                         | «When I Was a Boy» (John Entwistle)        | 3:30     |  |
| 5.                         | «Let's See Action (Nothing is Everything)» | 3:58     |  |

| Rarities Volume II: Cara B |                                                       |          |  |
| N.º                        | Título                                                | Duración |  |
| 6.                         | «Relay»                                               | 3:38     |  |
| 7.                         | «Waspman» (Keith Moon)                                | 3:02     |  |
| 8.                         | «Here for More» (Roger Daltrey)                       | 2:24     |  |
| 9.                         | «Water»                                               | 4:39     |  |
| 10.                        | «Baby Don't You Do It» (Eddie Holland, Lamont Dozier) | 6:09     |  |

## Personal
The Who
- Roger Daltrey: voz y armónica
- John Entwistle: bajo, trompa y coros
- Keith Moon: batería y percusión
- Pete Townshend: guitarra, armónica, teclados y voz

Otros músicos
- Nicky Hopkins: teclados